# Tremembé de Almofala
Tremembé de Almofala é uma terra indígena localizada no município brasileiro de Itarema, no estado do Ceará. O território possui 4.900 hectares e possui 15 aldeias: Varjota, Córrego Preto, Amaro, Tapera, Caboré, Batedeira I, Batedeira II, Praia, Saquinho, Lameirão, Panã, Mangue Alto, Sítio Urubu, Curral do Peixe e Passagem Rasa. Além delas, existem ainda outras três aldeias que estão fora dos limites oficiais do território oficialmente demarcado, são elas: Santo Antônio, Camundongo e Lagoa Seca.

## Histórico
Nos séculos XVI e XVII, os Tremembés ocupavam a extensa região litorânea que segue do atual Pará ao Ceará. Com a colonização portuguesa, aldeamentos missionários foram criados ao longo das terras. No Ceará os índios se fixaram no aldeamento Aracati-mirim na chamada Missão Nossa Senhora da Conceição dos Tremembé, era uma instituição de catequese, mas voltava-se também aos serviços religiosos para a população regional.
Acredita-se que em época anterior tenham povoado até a foz do Açú ou mesmo o Cabo de São Roque, chegando ao Gurupi, no Pará. Alimentavam-se de peixe e carne, embora fossem mais pescadores do que caçadores. Usavam cerâmica grosseira, cabaças e apreciavam muito caju e a tartaruga. Plantavam mandioca e algodão e Criavam cães. Moravam em choças construídas com ramos ou folhas de palmeira e dormiam nas areias das praias[...]. De Espírito Belicoso, chamaram a atenção dos viajantes espanhóis, franceses e portugueses. Pouco se conhecia sobre o seu sistema de parentesco e organização política. Sua língua também é desconhecida, restando apenas alguns vocábulos recolhidos na dança do Torém, ainda hoje executada na cidade de Almofala. (SILVA, 2003, p.56-57)

## O Torém
O Torém atualmente é o elemento da cultura Tremembé que mais resistiu ao processo de aculturação iniciado na colonização. Trata-se de uma dança realizados por pessoas de ambos os sexos que dançam em uma roda aos som dos instrumentos iguaré e flauta, ao decorrer da dança os participantes bebem e cantam músicas utilizando-se da antiga língua Tremembé.
Era definida como um folguedo ou dança folclórica organizada por caboclos ou descendentes de índios. Ou era vista como uma Sobrevivência da “cultura originária” dos Tremembé. Se era valorizada como sobrevivência cultural, temia-se pelo seu desaparecimentos. Além de ser uma visão estática da cultura, sugeria a continuidade de um “modo de ser” indígena, que se mostrava presentemente diluído por traços cada vez mais “aculturados”.(VALLE, 2005, p. 197)
Em 1965 José Silva Novo, professor de educação artística da Universidade Federal do Ceará, foi um dos principais incentivadores da participação dos torenzeiros no Festival de Folclore da UFC realizado naquele ano. Ele conseguiu juntamente com a prefeitura de Itapipoca ajuda financeira para trazer os índios e ajudar na compra dos materiais utilizados nos adornos como tecidos, penas entre outros. Novo relata que sua intenção era mostrar a Fortaleza e aos outros estados a beleza da cultura dos Tremembé. “Mas o meu interesse na exibição daquela dança era fora do comum. Queria que Fortaleza inteira, que os folcloristas do Brasil, sentissem e vissem de perto, e com os olhos arregalados, aquela beleza de folclore já quase deturpado”. (NOVO, 1976)

## Luta
Além do Torém os Tremembé tem em sua história uma grande marca, A luta por suas terras. O prefeito de Itarema, José Maria Monteiro e a empresa DUCOCO Agrícola S/A, são acusados pelos índios de invasão de 3900 hectares de terras pertencentes aos Tremembé. O prefeito mandou cercar o território dos indígenas para colocar seu gado, onde também está plantado culturas agrícolas. Já a empresa DUCOCO, expandiu suas cercas até cem metros de um rio próximo, e os Tremembé vivem entre o rio e a cerca. O que até causa conflitos entre os índios e os invasores.

## Leituras adicionais
- SILVA, Isabelle Braz Peixoto da. Vilas de índios no Ceará Grande: dinâmicas locais sob o diretório pombalino. Campinas: Unicamp, 2003.
- VALLE, Carlos Guilherme Octaviano do. Compreendendo o Torém: visões de folclore, ritual e tradição entre os Tremembé do Ceará. Athropologicas. São Paulo, ano 9, vol. 16, p. 187-228, 2005.